# Шубхакарасімха
Шубхакарасімха (*Śubhākarasimha, 637—735) — буддистський чернець індійського походження, письменник-езотерик, перекладач за часів китайського імператора Сюань-цзуна.

## Життєпис
Походив з царської родини у сучасний Бенгалії. У 647 році отримав вищий придворний ранг, а у 650 році став царем. Проте, не маючи досвіду управління, не зміг протидіяти внутрішнім заворушенням та повстанням. Зрештою вимушений був зректися трону, передавши його брату. Після цього він став буддистським ченцем, прийнявши ім'я Шубхакарасімха, тобто добрий і безстрашний. У пошуках знань обійшов усю країну Маґадху, вдосконалюючись у медитації і езотеричному вченні.
Шубхакарасімха багато займався у вчителя Дхармагупти з монастиря Наланда. Потім знову мандрував, у Гандхарі отримав настанови від бодхісатви Манджушри і записав їх. Залишивши один примірник місцевому володарю, він попрямував на північ — до Китаю, де тоді правила династія Тан. По дорозі, неподалік від м. Тукхара, склав «Махавайрочана-сутру».
У 716 році Шубхакарасімха прибув до Китаю. За легендою імператор Сюань-цзун побачив уві сні, що прийде великий мудрець, тому відразу надав Шубхакарасімхі звання «наставник країни» — Шань-у-вей. Його часто запрошували в палац для проведення молінь по викликанню дощу та інших магічних дійств.  
Водночас Шубхакарасімха багато зусиль приділяв перекладацькій діяльності. Він за допомогою свого учня І Сіна переклав на китайську мову у 820-х роках Лояні (тут на той час мешкав у храмі Хуаянь-си) «Махавайрочана-сутру» й склав коментар до неї. Загалом за час перебування в Китаї переклав 17 буддистських текстів, зокрема «Сусіддхікара -сутру».
У 735 році Шубхакарасімха попросив імператора дозволу повернутися до Індії, але отримав відмову. Помер у 737 році у Лояні. Після смерті йому було присвоєно звання «Хранитель палацового та державного ритуалу».